# Niemiecki Kościół Ewangelicki w Czechach, na Morawach i na Śląsku
Niemiecki Kościół Ewangelicki w Czechach, na Morawach i na Śląsku (niem. Deutsche Evangelische Kirche in Böhmen, Mähren und Schlesien, w skrócie DEK, cz. Německá evangelická církev v Čechách, na Moravě a ve Slezsku; do 1922 roku Niemiecki Kościół Ewangelicki w Republice Czechosłowackiej, niem. Deutsche Evangelische Kirche in der Tschechoslowakischen Republik, cz. Německá evangelická církev v Československé republice) – kościół unijny (luterański) powstały po rozpadzie Austro-Węgier w Czechosłowacji w 1919, zniesiony prawnie przez władze czechosłowackie w 1948.

## Historia
Po rozpadzie Austro-Węgier zbory luterańskie i kalwińskie, które znalazły się na terenie Czechosłowacji zostały odcięte od władz kościelnych w Wiedniu. Te zbory, które uważały się za spadkobierców czeskiego husytyzmu założyły już w grudniu 1918 roku unijny Ewangelicki Kościół Czeskobraterski. W odpowiedzi na to niemieccy ewangelicy w krainach Czech, Moraw i Czeskiego Śląska liczący ok. 175 000 osób, postanowili utworzyć własny Kościół podczas zebrania wiernych (niem. Kirchentag) jakie odbyło się w dniach 25-26 października 1919 w Trnovanach koło Cieplic. Na czoło Kościoła wybrano Dr. Ericha Wehrenfenniga (1872-1968), a siedzibą władz został Jablonec nad Nysą (niem. Gablonz). Choć Kościół powstał z połączenia zarówno zborów luterańskich jak i kalwińskich to dominowali w nim luteranie, przez co w praktyce miał charakter luterański. Władze czechosłowackie uznały Kościół w lutym 1920 roku.
Podział administracyjny był trójstopniowy, najniższą jednostką był zbór (niem. Pfarrgemeinde), na wyższym szczeblu były obwody kościelne (niem. Kirchenkreis, dawniej seniorat), najwyższym szczeblem była gmina powszechna czyli cały Kościół. W 1920 podział Kościoła na obwody był następujący:
- Ascher Kirchenkreis (30 800 wiernych, 3 zbory, 2 stacje kaznodziejskie)
- Westböhmischer Kirchenkreis (13 578 wiernych, 12 zborów, 1 filia, 39 stacji kazn.)
- Mittelböhmischer Kirchenkreis (22 410 wiernych, 11 zborów, 29 stacji kazn.)
- Ostböhmischer Kirchenkreis (17 917 wiernych, 13 zborów, 1 filia, 30 stacji kazn.)
- Schlesischer Kirchenkreis (16 196 wiernych, 9 zborów, 1 filia, 6 stacji kazn.)
- Mährischer Kirchenkreis (14 350 wiernych, 11 zborów, 20 stacji kazn.)

Łącznie 6 obwodów miało ponad 115 tysięcy wiernych, 59 zborów, 3 filie, 126 stacji kaznodziejskich. W 1930 Kościół posiadał 130 000 wiernych, w większości Niemców, lecz obejmował również niecałe 6 tysięcy zborowników czeskiej lub słowackiej narodowości i 3 tysiące polskiej tudzież polskojęzycznej (przede wszystkim zbory w Morawskiej Ostrawie, Boguminie, Czeskim Cieszynie, Frydku). 
W wyniku układu monachijskiego w 1938 III Rzesza zaanektowała Kraj Sudetów, na którym znajdowała się większość z 69 zborów Kościoła. Również Polska dokonała aneksji tzw. Zaolzia, na którym funkcjonowały dwa zbory: w Czeskim Cieszynie (Na Rozwoju) i w Boguminie. Na pozostałym terytorium Czecho-Słowacji pozostało jedynie 8 zborów: w Pradzie, Pilźnie, Czeskich Budziejowicach, Brnie, Ołomuńcu, Igławie, Morawskiej Ostrawie i Frydku.
Kościół przestał w praktyce funkcjonować po wypędzeniu Niemców z Czechosłowacji po II wojnie światowej, wskutek dekretów Benesza, w tym z dnia 6 maja 1948, mówiącym o jego końcu z dniem 4 maja 1945. Majątek kościelny został skonfiskowany, a pod koniec wojny składało się nań m.in. 110 kościołów i kaplic, 16 domów modlitwy, 68 budynków zborowych, 6 budynków szkolnych, 42 cmentarze. Budynki kościelne przekazano przede wszystkim Czechosłowackiemu Kościołowi Husyckiemu i Ewangelickiemu Kościołowi Czeskobraterskiemu.
Za zarządcę jej przekazu jest uważane Towarzystwo Johannesa Mathesiusa - ewangeliccy Niemcy sudeccy (niem. Johannes-Mathesius-Gesellschaft – Evangelische Sudetendeutsche).

## Przykładowe kościoły

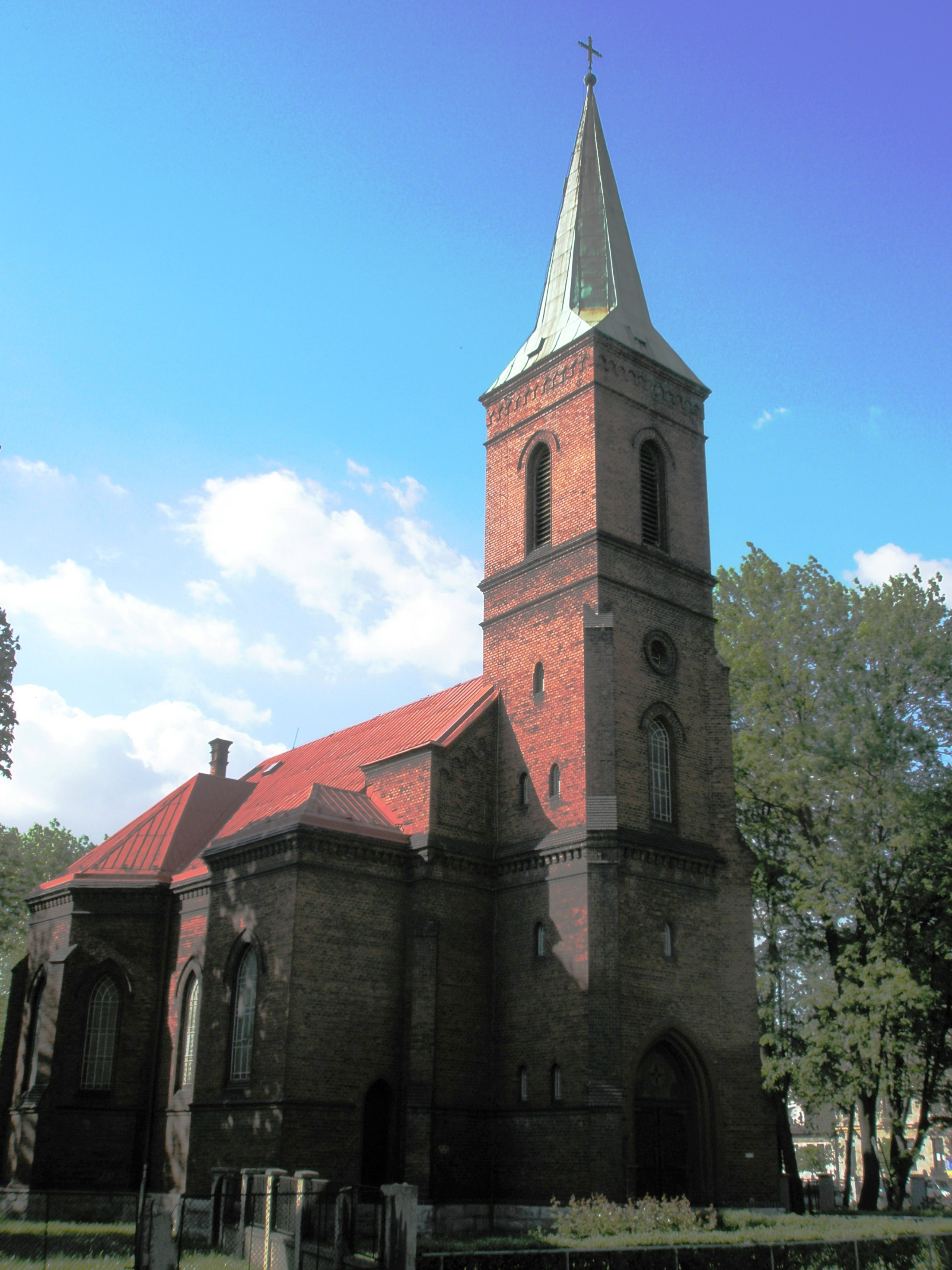
Kościół w Boguminie
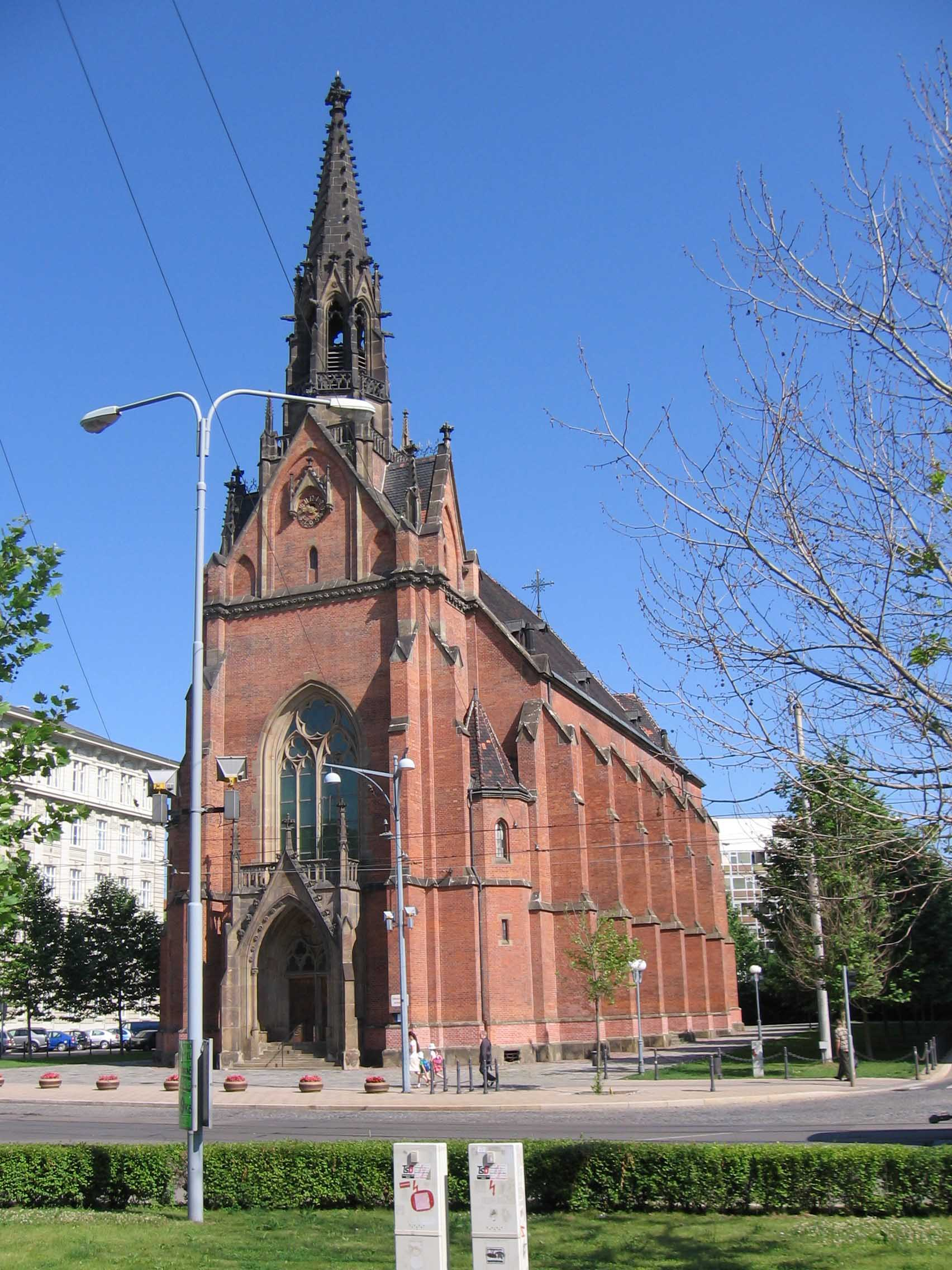
Kościół w Brnie
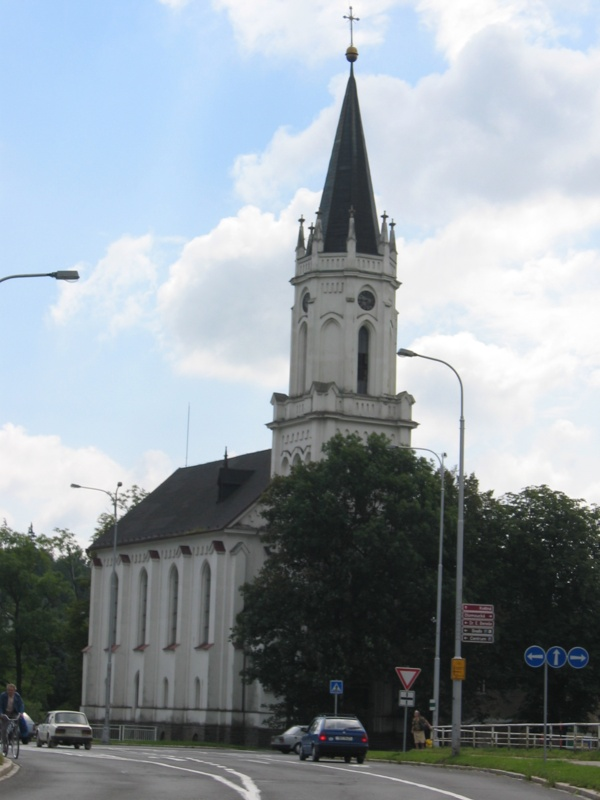
Kościół w Bruntálu
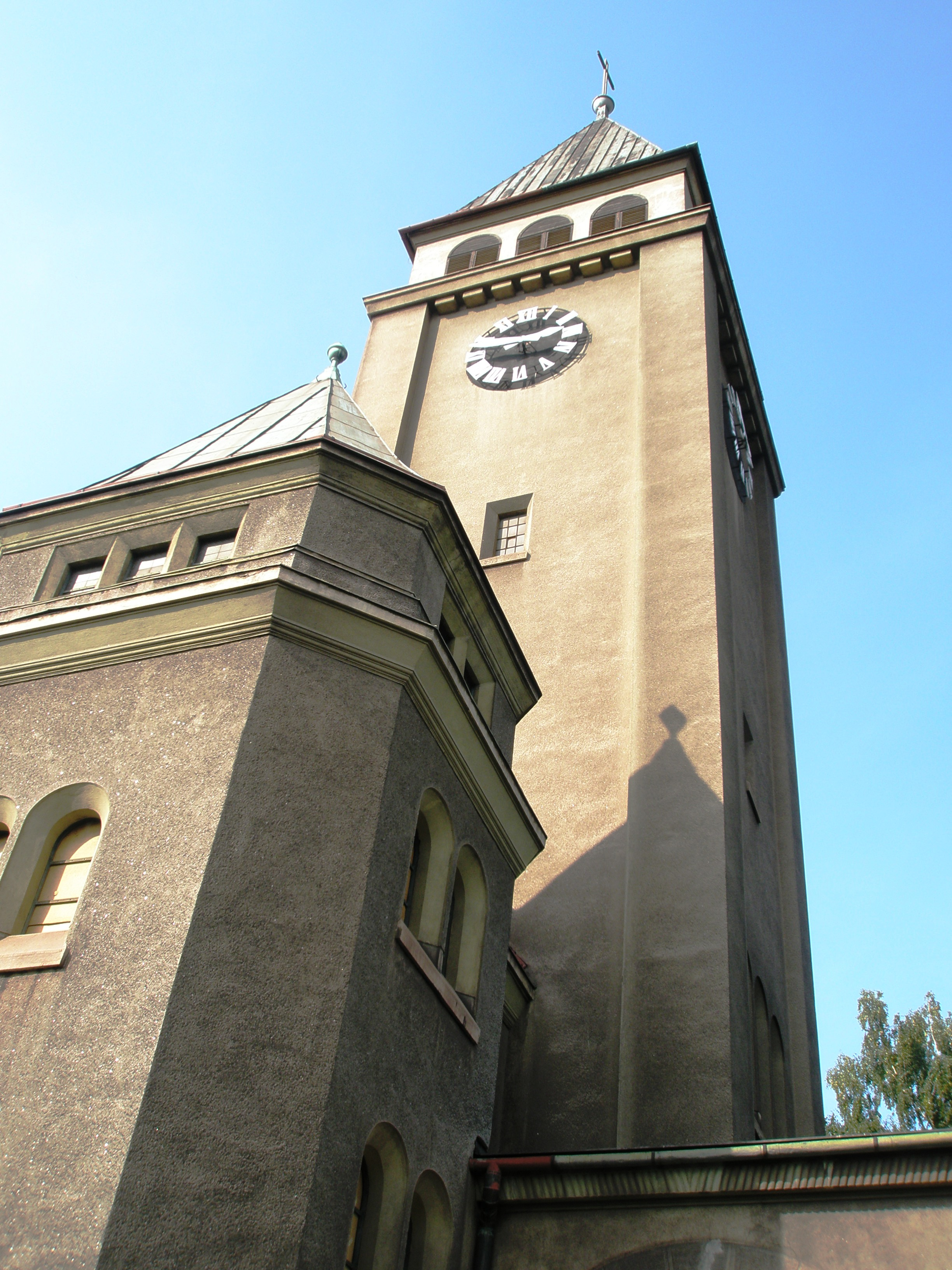
Kościół „Na Rozwoju“ w Czeskim Cieszynie
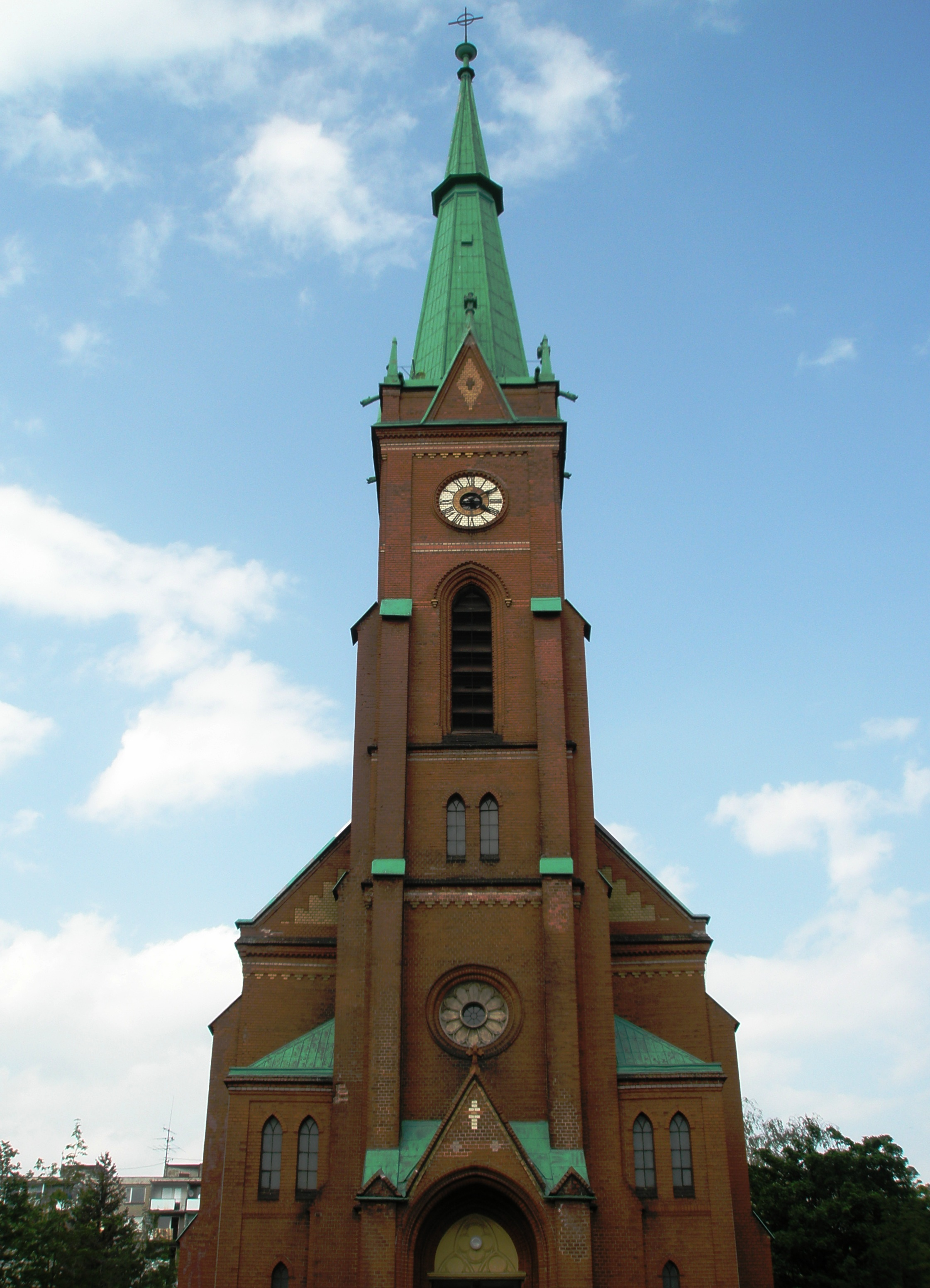
Kościół we Frydku
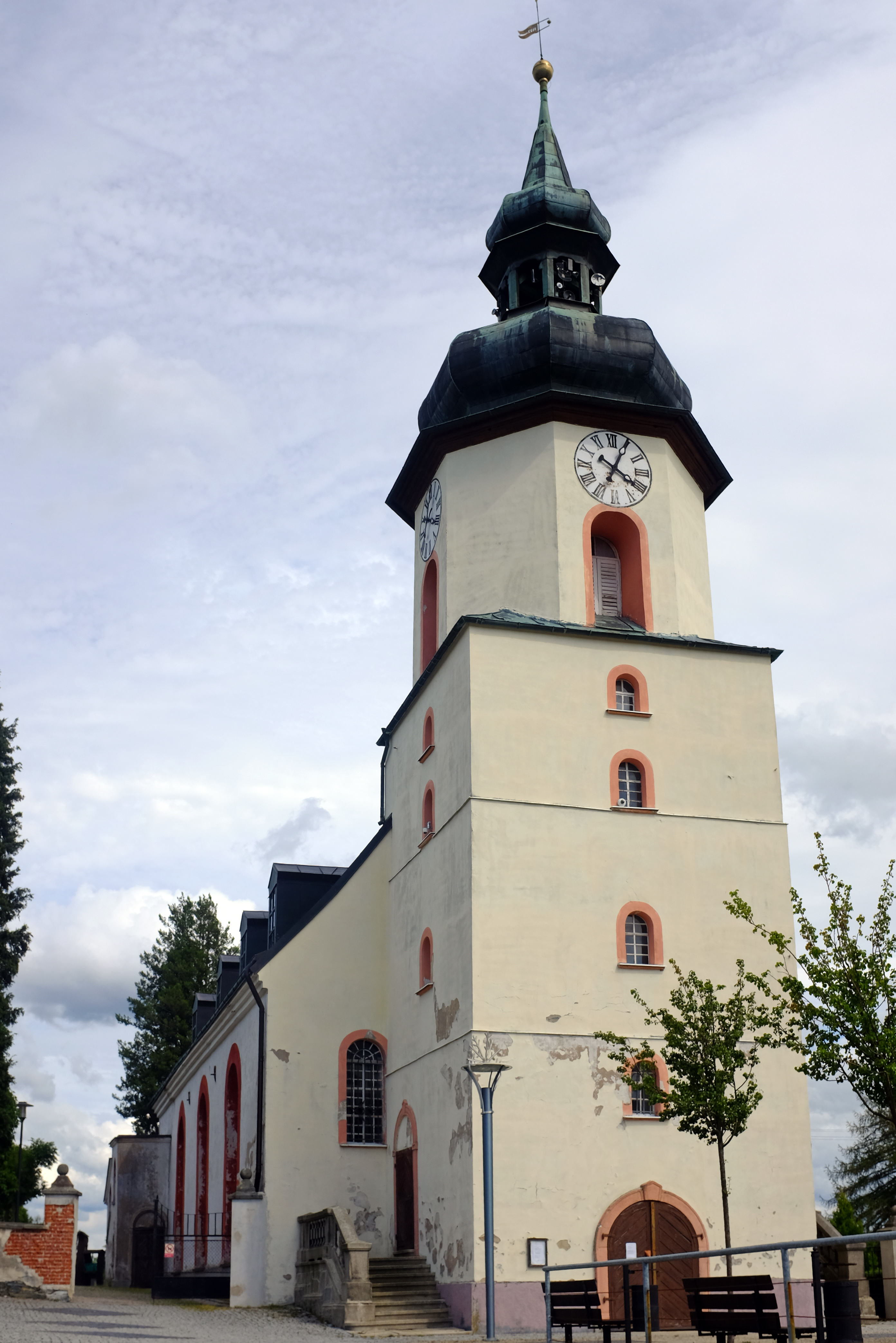
Kościół w Hranicach koło Aszu
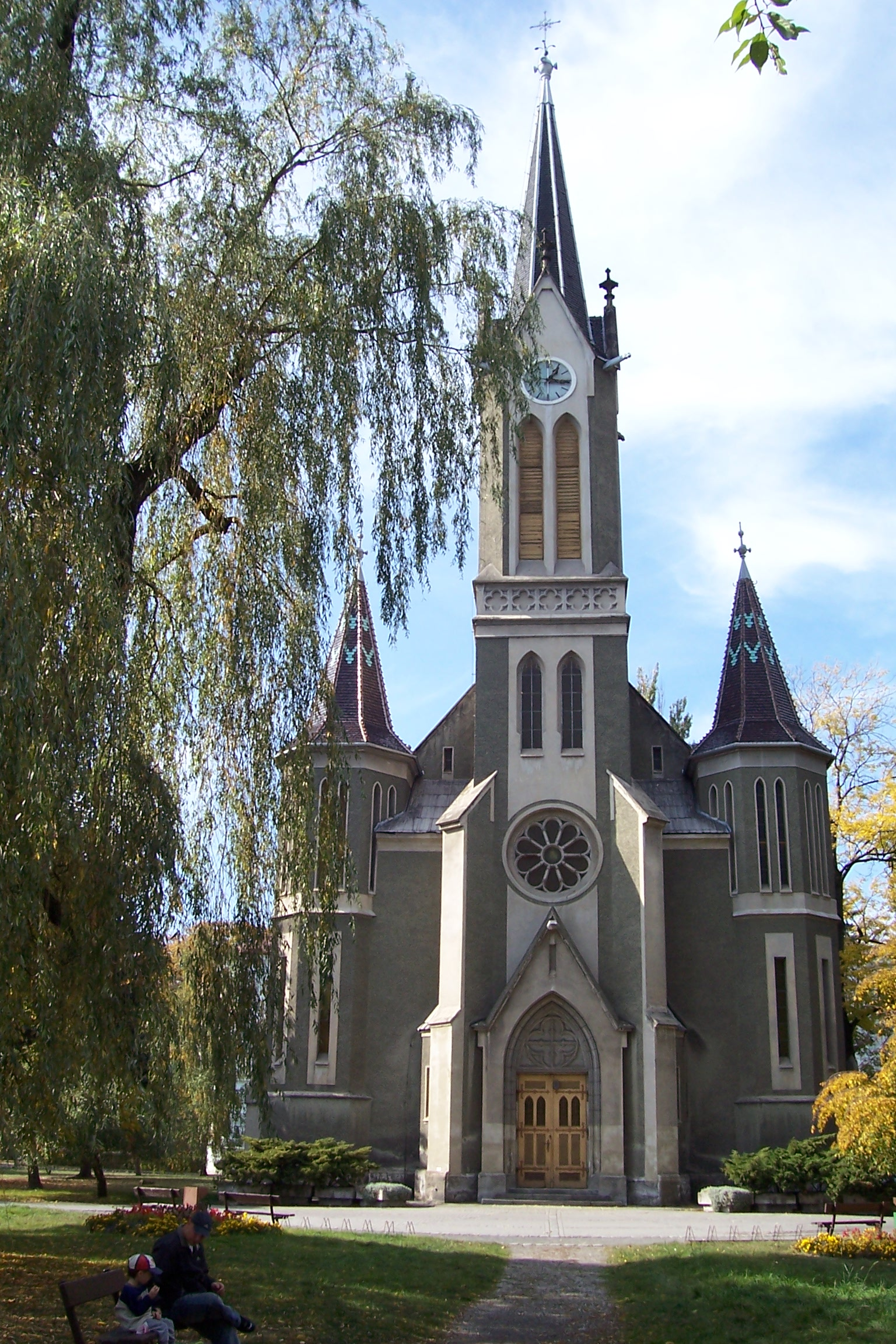
Kościół w Karniowie
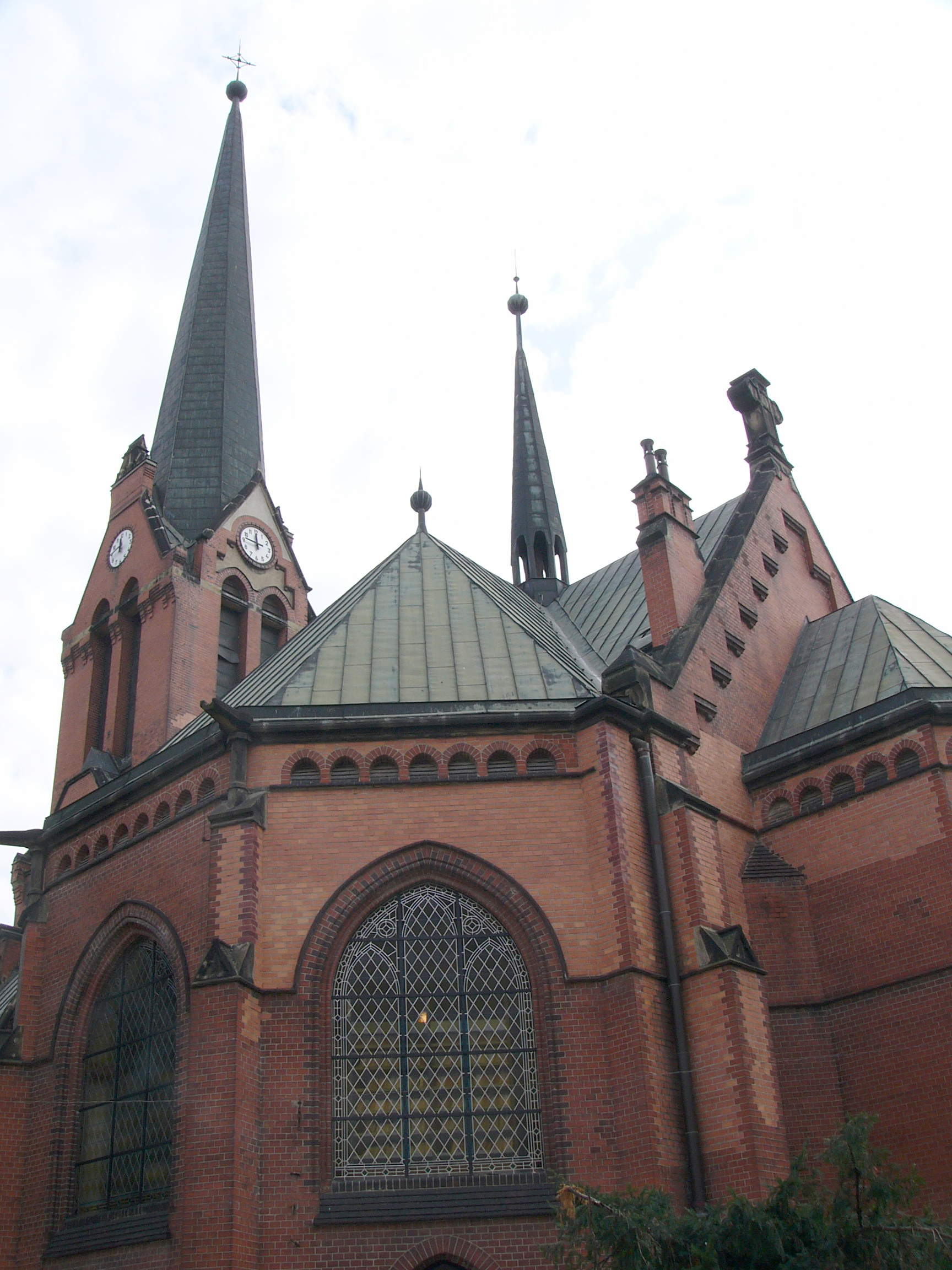
Kościół w Ołomuńcu
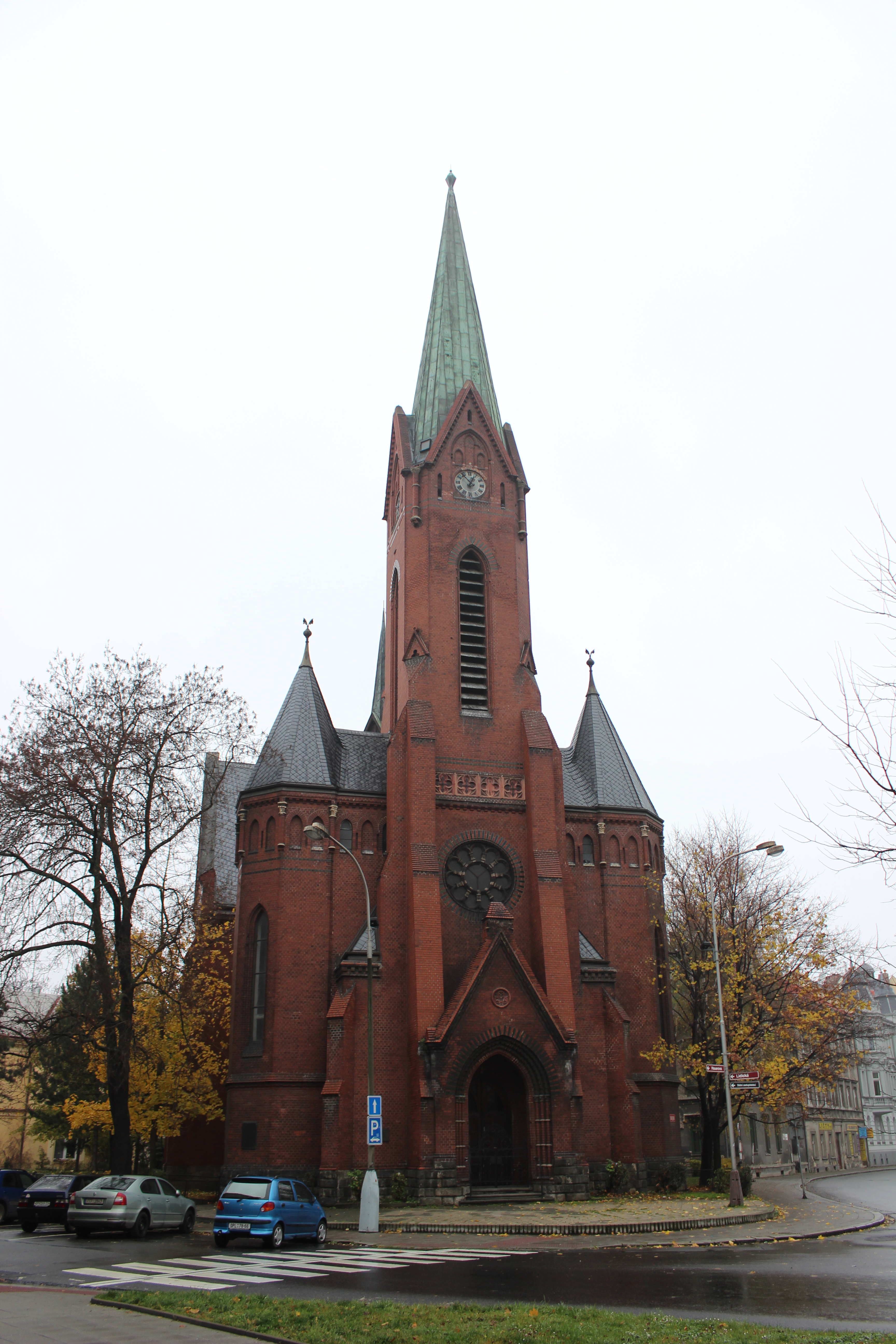
Były kościół w Opawie
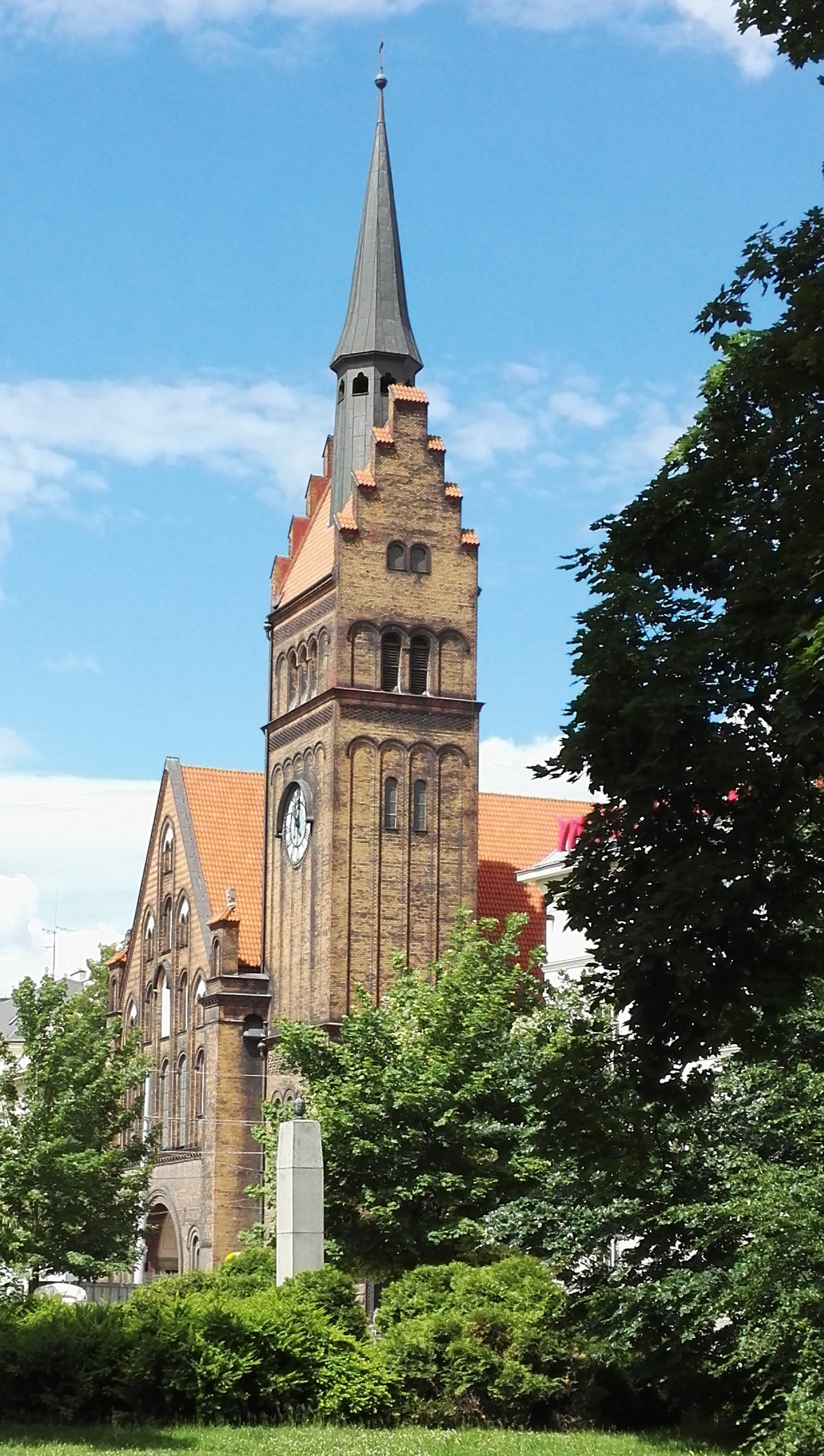
Kościół w Ostrawie
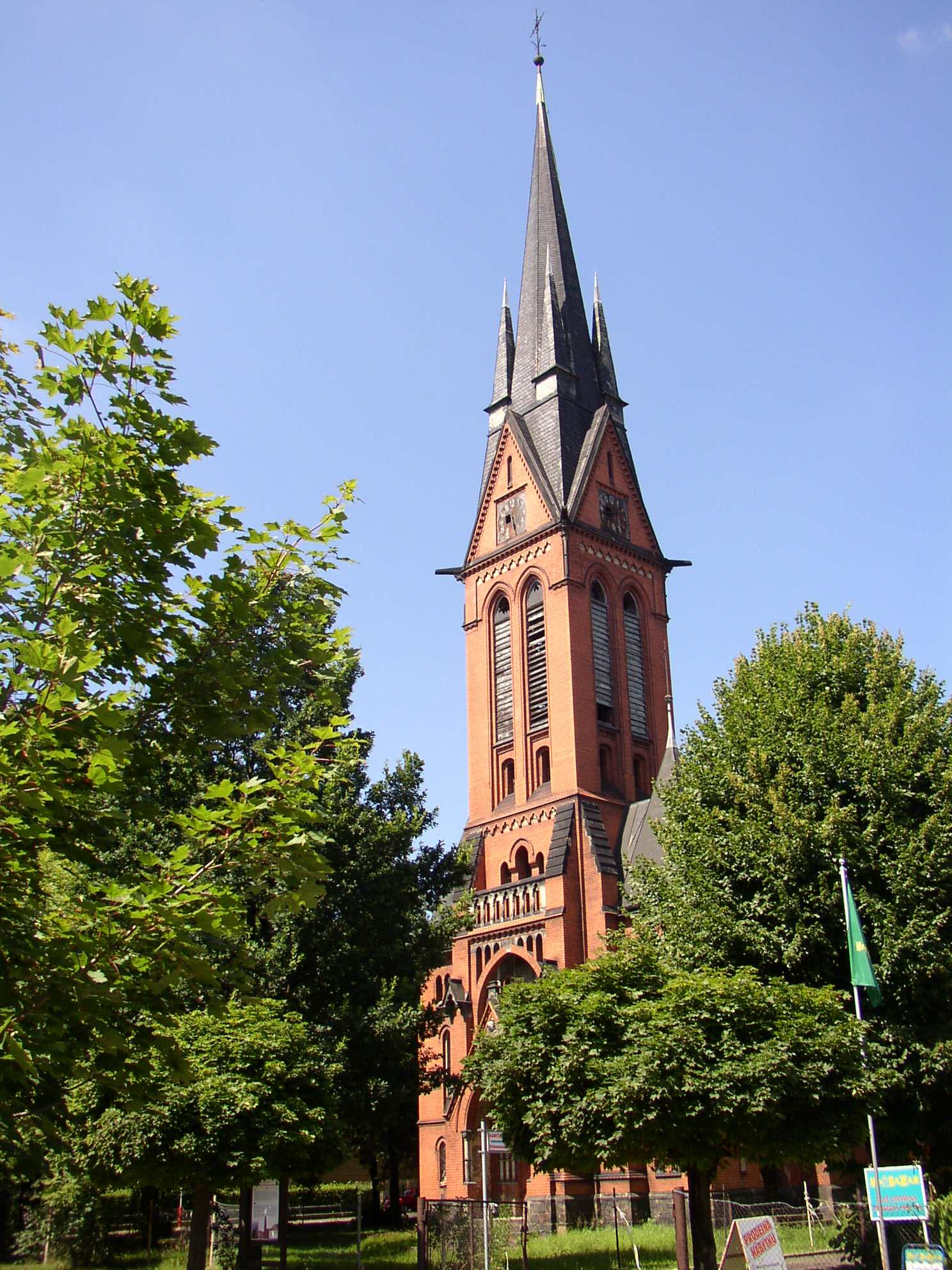
Kościół w Varnsdorfie